# アンヘル・デ・ラ・グアルダ島
アンヘル・デ・ラ・グアルダ島（西: Isla Ángel de la Guarda）は、カリフォルニア湾内に位置するメキシコの島である。行政上はバハ・カリフォルニア州メヒカリ自治体に属する。

## 地理
バハ・カリフォルニア半島よりバジェナス海峡（「クジラの海峡」の意）を挟んで東に位置する無人島で、島から最寄りの町は半島側のバイーア・デ・ロス・アンヘレスである。
島の長さは69km、幅は21km、面積は931km²で、島の最高地点は標高1,313mに達する。同じカリフォルニア湾内に位置するティブロン島に次いでメキシコの島の中では2番目に大きい。島と半島間の距離は最短で12.4kmと比較的近いにもかかわらず、バジェナス断層と呼ばれる活断層がバジェナス海峡の海底に沿って走っており、海峡の水深は1,200mから1,500mに達する。2009年にはこの断層でマグニチュード6.9の地震が発生した。島は非常に乾燥しており、雨水以外の淡水の供給源は存在しない。島の地質の大部分は火山岩と沖積層で成り立っている。

## 生物
極端に乾燥した気候にもかかわらず比較的多様な生物相が存在する。鳥類、トカゲ等の爬虫類、コウモリ、齧歯類等が主な動物相を成し、ネズミとガラガラヘビには固有種（Peromyscus guardia, Crotalus angelensis）が存在する。植物では灌木やサボテン等の多肉植物がみられる。島は生物保護区に指定されている。

## 歴史
1539年にスペインの探検家フランシスコ・デ・ウリョアが西洋人として初めて島の近辺を航海したことが知られている。